# لیک ورث کوریدور (فلوریدا)
لیک ورث کوریدور (به انگلیسی: Lake Worth Corridor) یک منطقهٔ مسکونی در ایالات متحده آمریکا است که در شهرستان پام بیچ، فلوریدا واقع شده‌است. لیک ورث کوریدور ۸٫۹ کیلومتر مربع مساحت و ۱۸٬۶۶۳ نفر جمعیت دارد و ۴ متر بالاتر از سطح دریا قرار دارد.